# 波佐·佩特羅夫
波佐·佩特羅夫（1979年10月16日—）是一位克罗地亚的政治家。佩特羅夫曾擔任梅特科維奇市長、副總理與國會議長。